# برناردو دو مونتي غودو
كان برناردو دي مونتي غودو ناشطا سياسيا وثوريا، وقد شارك في نضال تحرير أمريكا الجنوبية وعلى وجه الخصوص في الأرجنتين، وقد وُلِد في سانتياغو دي توكومان بالأرجنتين واُغتيل في ليما.
وكان على الأرجح من أعراق مختلطة حيث تعود أسلافه إلى المستعبدين الأفارقة، وقد كان شخصية رئيسية بين الأفارقة في القرنين الثامن عشر والتاسع عشر.

### في توكومان وقرطبة
وُلِد برناردو مونتي غودو في سانتياغو دي توكومان وكان والده ميغيل مونتي غودو إسباني ووالدته كاتالينا كاسيرس براماغو من توكومان، ويؤيد بعض المؤرخين فكرة أن والدته كانت أَمةَ للكنيسة وأنها تزوجت لاحقا من جندي إسباني الأصل افتتح متجرا للبقالة ومن خلاله دفع تكاليف تعليم إبنها بتخصص الحقوق لابنها، وقد حاول أعداؤه السياسيون بعد كبر سنه ممارسة العنصرية ضده باستخدام المعايير المحددة في المستعمرات الإسبانية بموجب قانون نقاء الدم، وكانوا يقولون إن والدته كانت أَمةَ محليةً أو من أصل أفريقي، وبالتالي كان هجينا من سلالة زامبو أو مولاتو.
كان الناجي الوحيد من أحد عشر طفلاً في الأسرة وقضى طفولته في ضائقة اقتصادية نسبياً: حين وفاته بعد أن أنفق ثروته على مساعدة ابنه ترك والده مع محل بقالة وعبد، ودرس تخصص القانون في قرطبة.
هل يجب أن نتبع مصير إسبانيا في أمريكا أم نقاوم؟ الهنود الحمر الأصليون هم أصحاب الأراضي الشخصية لملك إسبانيا ؛ يحرم على الملك أن يحكم. لذلك يجب على السكان الأصليين أن يحكموا أنفسهم.
برناردو دي مونتي غودو، و حوار بين آتاهوالبا وفرناندو السابع 1808.

### في الأرجنتين
دخل مونتي جودو بوينس آيرس عام 1811 بعد وفاة ماريانو مورينو، وكان هذا بعد ثورة 5 و 6 أبريل 1811، عندما فُصِل الجناح الراديكالي لثورة مايو عن الحكومة وضُمِنت السلطة للفصيل المحافظ بقيادة ساودرا، وقد تولى الدفاع عن العديد من المتهمين ومن بينهم كاستيلي، وفي بالمحكمة كان عليه تقبل المسؤولية عن هزيمة هوآكي، وكان رئيس تحرير صحيفة مجلة بوينس آيرس وكان في هذا العمل برفقة ويسنته بازوس سيلفا لكنه أصبح فيما بعد عدوا له واتهمه بأنه "زاهداً مُهرطقاً" وكان مؤثرا في صياغة الدستور المؤقت والذي بموجبه ستُحكم الحكومة حتى اجتماع الجمعية التأسيسية العامة، وكانت هذه أول حالة من حالات الدستور التي صدرت في منطقة مخروط جنوبي لأمريكا.
ودافع عن سياسة مورينيستا المتمثلة في الحفاظ على قدر ثابت من اليقظة والشك تجاه الإسبان في شبه الجزيرة، وفي عام 1812 أثناء الحكومة المؤقتة الأولى دعم شكوى وتحقيق الوزير برناردينو ريفادافيا والتحقيق في مؤامرة ضد الحكومة بقيادة رجل الأعمال والناشط الإسباني السابق مارتن دي ألزاغا.

### في تشيلي ، ومندوزا وسان لويس
في عام 1817 وبعد أيام قليلة من معركة شاكابوكو عبر مونتي غودو جبال الأنديز ووضع نفسه تحت قيادة خوسيه دي سان مارتين كمدقق حسابات لجيش الأنديز، وفي يناير 1818 كتب بيان استقلال تشيلي (وهذا البيان جعله ميغيل دي زانيارتو محلا للنقاش) ، ثم أصبح بعدها أحد الثقاة ومستشارا لبرناردو أوهيغينز وكذلك عضواً في تنظيم سري لوتار.
وبعد هزيمة الوطنيين من الإسبان في معركة كانشا رايادا التي استولى عليها اليأس عاد مونتي غودو إلى ميندوزا لإعادة تنظيم القوات وهو العمل الذي يصفه المؤرخون التشيليون بأنه عمل جبان كنموذج يجسد مكانته كرجل صاحب قلم بدلا وليس من أهل السلاح، ولكن عندما وصل إلى هناك وجد أن جيش الأنديز قد أعيد تنظيمه وأن سان مارتن وهيغينز لا يزالان على قيد الحياة، ثم شارك بعد فوز الوطنيون في معركة مايبو في الإعدام خارج نطاق القضاء للأخوين خوان خوسيه ولويس كاريرا، ، وربما في قتل مانويل رودريغز أوردفيزا الذين كانوا في معتقل هيغينز. وكان الاخوان كاريرا ورودريغيز أعضاءا في نفس تيار دعاة الإستقلال والذين كانوا من المعارضين لـ سان مارتن وله ولـ هيجينز.

### في بيرو
انضم مونتي أغودو في عام 1821  إلى قوات التحرير بقيادة سان مارتين كمدقق حسابات للجيش الأرجنتيني في بيرو ليحل محل أنطونيو ألفاريز يونتي الذي توفي مؤخرا في حينها، وكان أول نجاحٍ له هو إقناع حاكم منطقة تروخيو بالانضمام إلى الوطنيين، وكان قد لقب ماركيز توري تاغل أول رئيس مستقبلي لـ بيرو (بلقب الممثل الأعلى لـ بيرو).

## الوفاة

### اغتيال

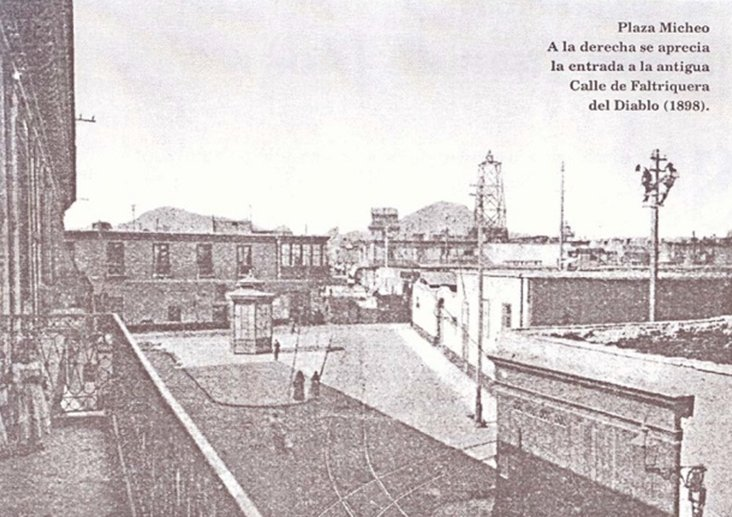
بلازوليتا ميشيو، ليما، حيث اغتيل برناردو دي مونتيغودو، (صورة من عام 1898).

اُغتيل ريناردو دي مونتي غودو في ليما في 28 يناير 1825 عن عمر والمعروف ببلوك 10 شارع الاتحاد الآن، يناهز الخامسة والثلاثين عاما، ووقعت الجريمة بين الساعة 7:30 و 8:00 مساءاً في بلازوليتا لا ميشو الواقعة في الطرف الشمالي لشارع بيلن آنذاك، وأحد الشوارع الرئيسية في ليما آنذاك أمام الجناح الجنوبي للمستشفى ودير سان خوان دي ديوس وقد تعرض للتخريب في الوقت الحاضر، والمربع والمسار الذي لم يعد يستخدمه فلم يعد هناك وجود له، لكن مكان وفاته بالتحديد يقع أمام الركن الجنوبي الغربي من بلازا سان مارتين عند النقطة التي كان فيها ممر كويلكا وشارع كولمينا وشارع الاتحاد، ويلتقي أمام مبنى جياكوليتي وتياترو كولون، حيث سار مونتي غودو من منزله في شارع سانتو دومينغو (وهو الآن المبنى الثاني من شارع كوندي دي سوبروندا) عندما كان في طريقه إلى منزل خوانا سالغويرو.